# Herenbrug (Utrecht)
De Herenbrug is een rijksmonumentale brug in de Nederlandse stad Utrecht.
Deze vaste brug is gelegen aan de oostzijde van de Utrechtse binnenstad. Ze overspant daar de Stadsbuitengracht en sluit aan op de Maliesingel ter hoogte van het park Lepelenburg. Het uit 1905 daterende bouwwerk heeft een boogvormige overspanning in gewapend beton en is een van de eerste bruggen in Nederland die daarmee gebouwd werd. Het ontwerp is gemaakt door Adriaan Dwars, medewerker bij de Dienst Gemeentewerken onder directie van F.J. Nieuwenhuis. In jugendstil vormgegeven staan op de Herenbrug smeedijzeren lantaarns en hekwerken met leuningen.
Voorheen lag er hier bij de Herenstraat een houten brug genaamd Knuppelbrug, die ook wel Herenbrug werd genoemd.

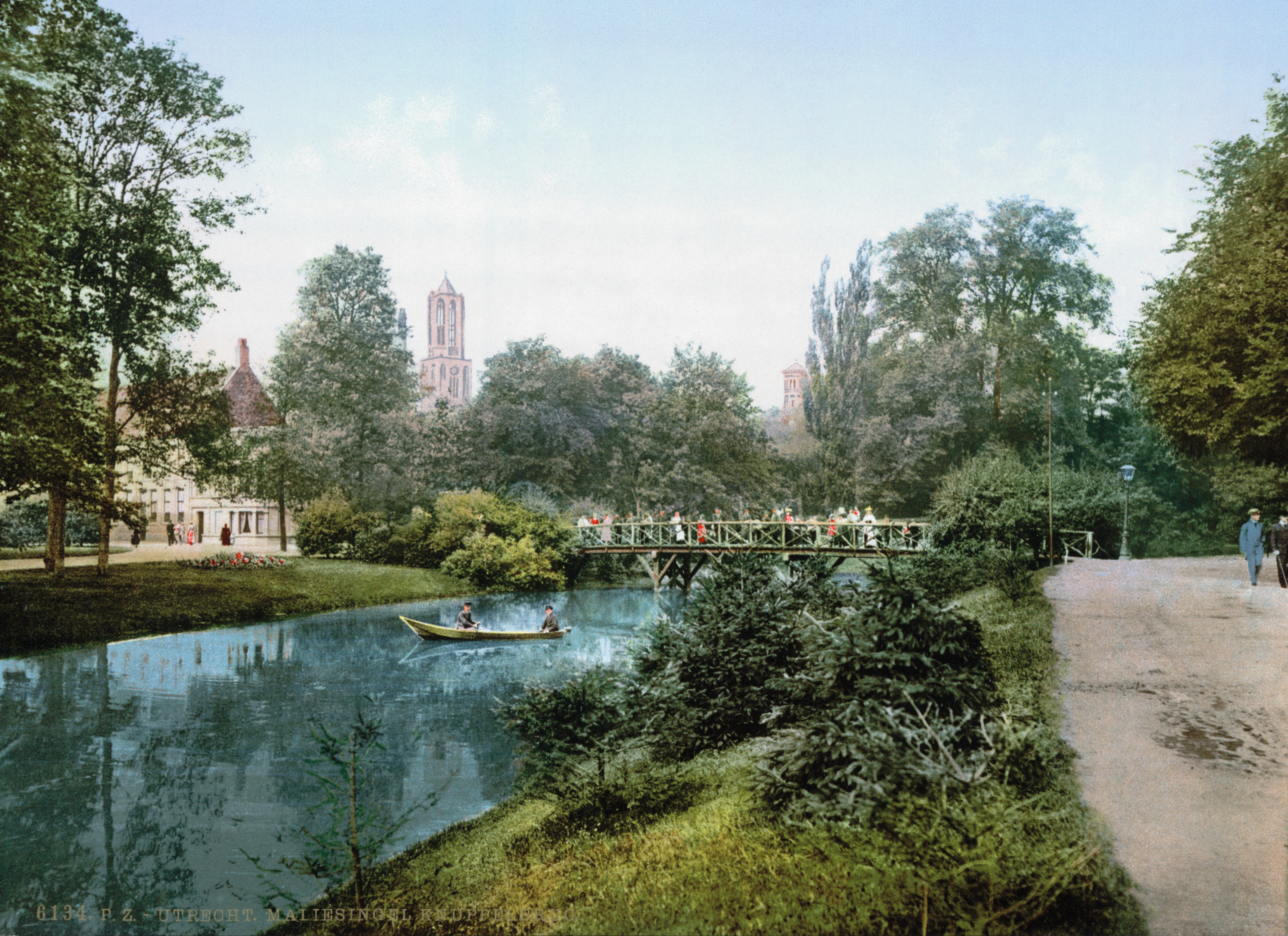
Knuppelbrug aan het park rond 1900.